# Der Mann ihrer Träume
Der Mann ihrer Träume (Originaltitel: The Butcher’s Wife) ist eine US-amerikanische Filmkomödie aus dem Jahr 1991. Die Regie führte Terry Hughes, das Drehbuch schrieben Ezra Litwak und Marjorie Schwartz. Die Hauptrolle spielte Demi Moore.

## Handlung
Die Hexe Marina lebt auf einer kleinen Insel vor der Küste der USA. Sie träumt davon, dass sie einen Mann heiratet, der auf die Insel kommt. Als der New Yorker Metzger Leo Lemke auf der Insel seinen Urlaub macht und dort mit seinem Boot landet, wirft sich Marina ihm an den Hals. Sie heiratet ihn zwei Tage später.
Marina arbeitet in der Metzgerei ihres Mannes. Sie kann die Wünsche der Kunden voraussagen. Marina gibt außerdem Ratschläge in Lebenslagen, so bewegt sie die schüchterne Sängerin Stella Keefover dazu, ein gewagt geschnittenes Kleid zu kaufen und vor einem größeren Publikum zu singen. Der alleinstehenden Grace sagt sie, sie würde bald für zwei kochen, wenn sie sich neu orientiere. Dem auf Bewährung freigelassenen Straßenkünstler Eugene, der die Auslage des Ladens bemalte, verschafft sie einen Aushilfsjob in der Metzgerei.
Keefover und Eugene sind Patienten des Psychiaters Dr. Alex Tremor, Grace ist mit ihm befreundet. Der Arzt hört über die Frau, die das Leben der anderen Menschen beeinflusst, und wird neugierig.
Leo empfindet die hellseherischen Fähigkeiten seiner Frau als bedrohlich. Er bittet Dr. Tremor, Marina zu therapieren. Die erste Sitzung verwandelt sich in einen gemeinsam verbrachten Abend, an dem Alex und Marina in einem Park auf den Rollschuhen laufen.
Als Stella in einer Bar singt, fasziniert sie Leo. Leo und Stella verlieben sich. Stella erzählt Alex über ihre Zweifel, einen verheirateten Mann zu lieben. Alex drängt sie dazu, einen entschiedenen Schritt zu machen.
Marina merkt, dass sie nicht Leo, sondern Alex liebt. Sie sagt Alex, auch er würde sie lieben und solle diese Liebe nicht leugnen. Später packt sie ihre Sachen und kehrt auf die Insel zurück. Der verwirrte Dr. Tremor offenbart sich einem seiner Patienten, der für diese Zeit den Stuhl und die Pose des Psychiaters übernimmt.
Alex will mitten in der Nacht mit Grace reden. Dort trifft er seine Lebensgefährtin Robyn Graves, die gerade eine lesbische Beziehung mit Grace begann. Alex fährt auf die Insel, findet Marina und küsst sie.

## Kritiken
Roger Ebert schrieb in der Chicago Sun-Times vom 25. Oktober 1991, dass einige Konzessionen an die in Hollywood herrschenden Vorstellungen das Drehbuch belasten würden. Der Film sei dadurch manipulativ geworden. Ebert missfiel die Art, in der Marina Leo verließ. Demi Moore wirke warm und knuddelig.
Desson Howe schrieb in der Washington Post vom 25. Oktober 1991, dass das Sehen des Films eine angenehme Erfahrung sei. Er lobte die Präsenz von Demi Moore, die mit den blonden Haaren passend jenseitig wirke, sowie jene von Jeff Daniels.

„Gemächliche Liebeskomödie mit Typenkomik und Humor nach klassischem Muster, die nebenbei ironische Seitenhiebe gegen das Erfolgsdenken in der modernen Psychiatrie austeilt.“

## Auszeichnungen
Demi Moore wurde im Jahr 1992 für die Goldene Himbeere nominiert.

## Hintergrund
Die Dreharbeiten fanden in New York City und in North Carolina statt. Das Einspielergebnis in den Kinos der USA betrug 9,7 Millionen US-Dollar.